# Herzl Press
Herzl Press é uma editora especializada em publicações relacionadas ao judaísmo e ao sionismo. Foi criada em 14 de novembro de 1958 para ser o braço editorial da Fundação Theodor Herzl.